# Dinastía Yamkhad

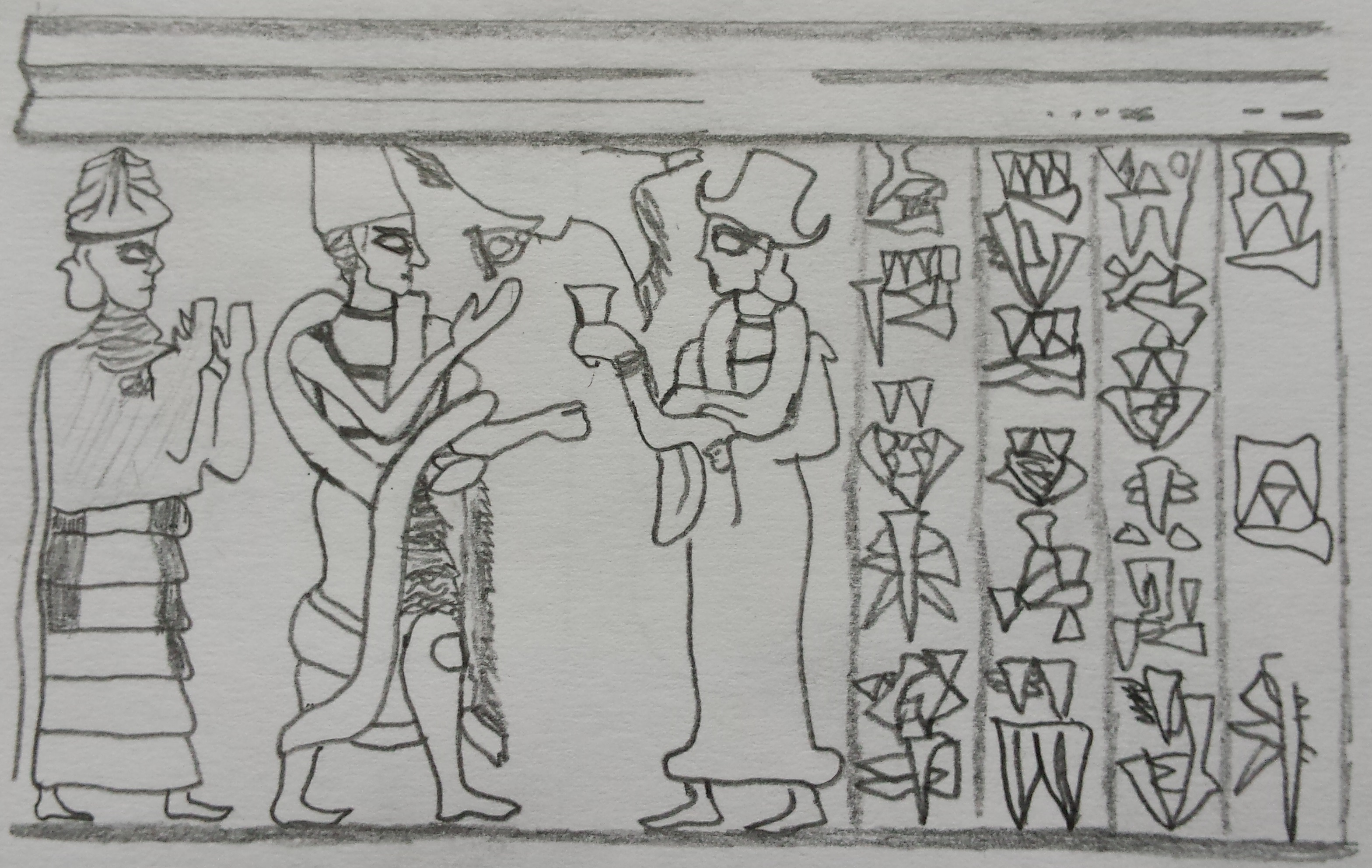
Sello de Abba-El I.

La dinastía Yamkhad fue una antigua familia real amorrea fundada en c. 1810 a. C. por Sumu-Epud de Yamkhad que tuvo su capital en la ciudad de Alepo en Siria. Aunque originalmente era una dinastía local, la familia extendió su influencia a través de las acciones de su enérgico gobernante Yarim-Lim I, que la convirtió en la familia más influyente del Levante por medios tanto diplomáticos como militares. En su punto álgido la dinastía controlaba la mayor parte del norte de Siria y la provincia de la moderna Turquía de Hatay con una rama menor gobernando la ciudad de Alalakh (Tierra de Mukish).
La dinastía fue expulsada durante una breve ocupación hitita de Alepo a principios del siglo XVI a. C. pero recuperó el trono y expandió el reino de nuevo antes de ser expulsados de Alepo por los mitanni en c. 1525 a. C. Idrimi, un miembro de la dinastía, fue capaz de conquista Alalakh legándola a sus descendientes hasta que el último de ellos fue destronado por el rey hitita Suppiluliuma I en c. 1344 a. C.
La población de Yamkhad era predominantemente amorita y tuvo una típica cultura siria de la Edad del Bronce. Yamkhad también fue habitado por una substancial población hurrita que se asentó en el reino, añadiendo la influencia de su cultura. Yamkhad controló una amplia red comercial ya que era el paso entre el  altoplano iraní en el este y el mar Egeo en el oeste. En el rey se adoraban las tradicionales divinidades semíticas del noroeste y su capital Halab fue considerada santa entre otras ciudades sirias debido al culto de Hadad, que fue reconocido como la principal divinidad del norte de Siria.

## Historia
Poco de Halabe ha sido excavado por los arqueólogos, pues nunca fue abandonada durante su larga historia y la ciudad moderna está situada sobre el mismo lugar que ocupaba la ciudad antigua. Por lo tanto, mucho del conocimiento sobre Yamkhad viene de las tabletas descubiertas en Alalaque y  Mari.
Con toda probabilidad Yamkhad era un nombre tribal. La dinastía entró en los registros históricos cuando se mencionó a su fundador Sumu-Epuh como un enemigo en las inscripciones de Yahdun-Lim de Mari. Sumu-Epuh se enfrentó a enemigos peligrosos, el más importante de ellos Shamshiadad I de Asiria y murió en una de las batallas. Su sucesor Yarim-Lim I fue capaz de derrotar a todos sus enemigos convirtiéndose en gran rey, durante su reinado se alió con Hammurabi de Babilonia, y la dinastía se convirtió en la familia más influyente del Levante, con los ejércitos de Yamkhad combatiendo en lugar tan lejanos como Diniktum, en el sur de Mesopotamia, cerca de las fronteras de Elam. Los matrimonios dinásticos jugaron un papel en la política de la dinastía e incluyeron a miembros de familias reales de muchos reinos como Ebla y Mari, cuyo rey Zimri-Lim estaba casado con Shibtu, la hija de Yarim-Lim I.
Hammurabi I (re. c. 1764 a. C.), hijo de Yarim-Lim I, gobernó un reino próspero. La hegemonía de la dinastía se mantuvo sin rival y consiguió anexionar Karkemish como vasallo. Su sucesor Abba-El I colocó a su hermano menor Yarim-Lim en el trono de Alalakh en c. 1735 a. C., creando así una rama menor de la dinastía bajo la hegemonía del gran rey en Alepo.

### En Alepo

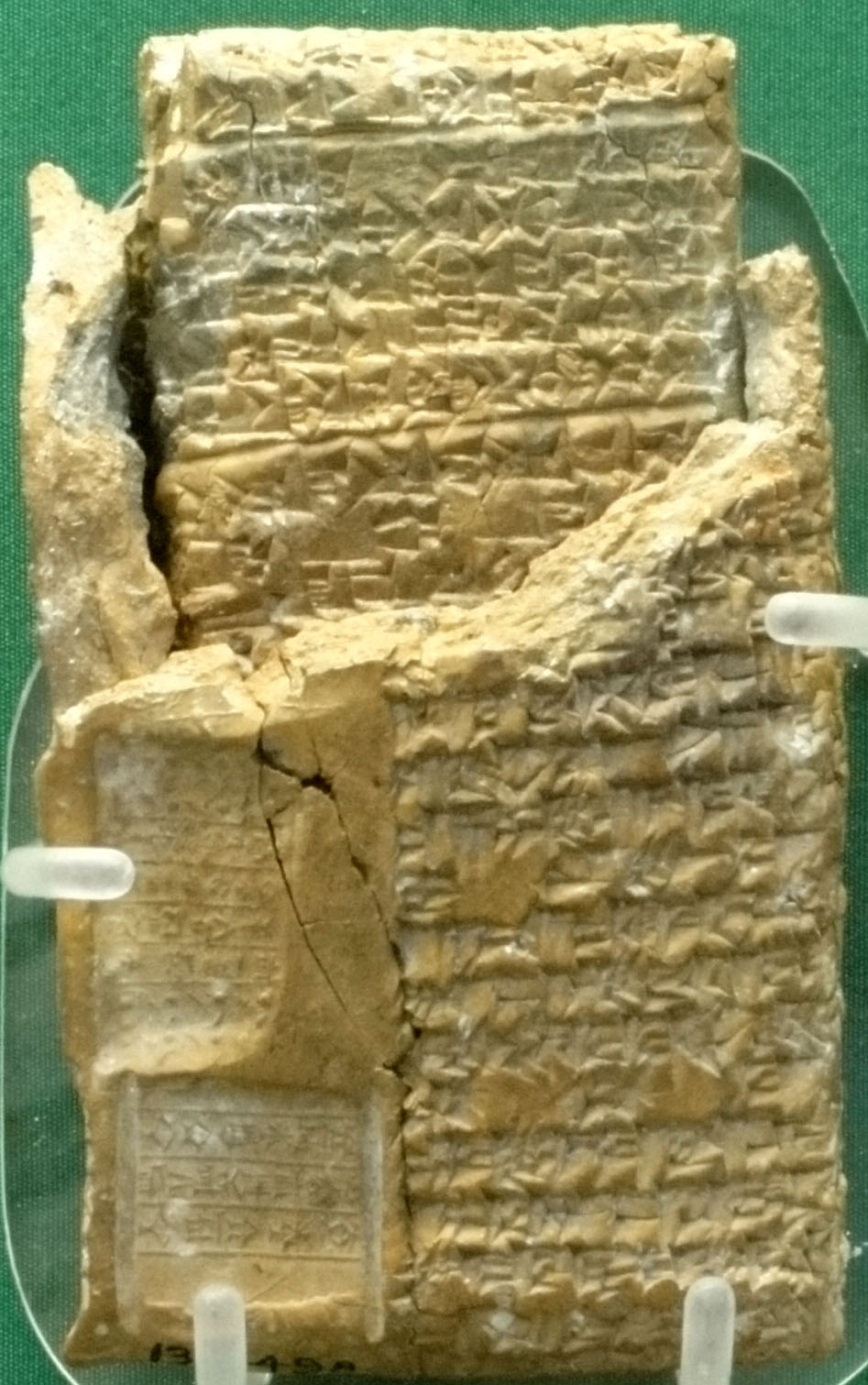
Caso legal de Niqmi-Epuh al rey de Alalakh.

La línea de grandes reyes en Alepo continuó manteniendo la hegemonía sobre los otros reinos sirios. Abba-El I fue sucedido por su hijo Yarim-Lim II, cuyo reinado no está bien documentado, y sus sucesores Niqmi-Epuh e Irkabtum combatieron con los principados hurritas y garantizaron el dominio del reino en el norte. El corto reinado de Hammurabi II estuvo seguido por el de Yarim-Lim III, que derrotó a Qatna, viejo rival de la dinastía, pero el peligro vino del norte al lanzar el rey hitita Hattusili I una serie de campañas destructivas contra los aliados del reino comenzando por Alalakh, que cayó en c. 1650 a. C. La guerra continuó durante muchos años hasta acabar con el saqueo de Alepo y la captura de Hammurabi III en c. 1600 a. C. por Mursili I, el sucesor de Hattusili.
Tras el asesinato de Mursili, Sarra-El, un príncipe y posible hijo de Yarim-Lim III, recuperó Alepo y gobernó un reino mucho más pequeño que de nuevo incluía Alalakh. Fue sucedido en el trono por su hijo Abba-El II, y posteriormente por su nieto Ilim-Ilimma I, que fue el último miembro de la dinastía en gobernar Alepo como rey, tras ser asesinado en c. 1525 a. C., lo que puso fin al reino de Yamkhad.

### En Alalakh

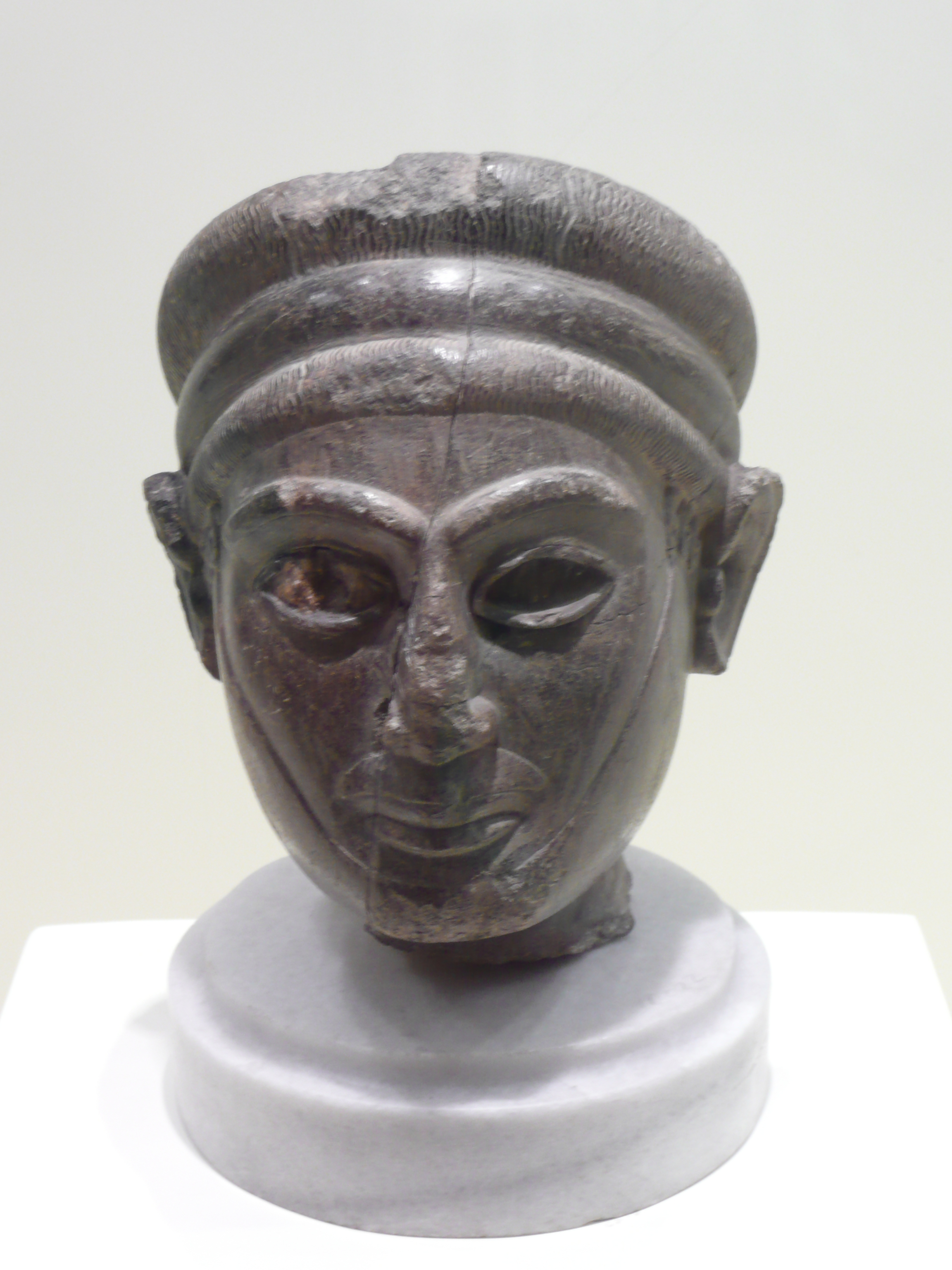
Yarim-Lim de Alalakh.

Dos ramas menores gobernaron Alalakh. La primera de ellas fue fundada por Yarim-Lim, hijo de Hammurabi I, en c. 1735 a. C. Tuvo un reinado especialmente largo al igual que su sucesor Ammitakum, que comenzó su reinado a principios del reinado de Niqmi-Epuh y murió poco antes del saqueo de Alalakh. Ammitakum reafirmó su autonomía de Yamkhad sin declarar un reino independiente, y nombró a su hijo el príncipe Hammurabi su sucesor en presencia de Yarim-Lim III, que no tomó parte en dicha decisión. Estos actos probablemente jugaron un papel en la decisión de Alepo de no enviar refuerzos para proteger Alalakh de los hititas, que la saquearon y acabaron con la primera rama gobernante en c. 1650 a. C.
La segunda rama la estableció Idrimi, hijo de Ilim-Ilimma I, que consiguió conquistar Alalakh siete años después de su huida de Alepo, que cayó en manos del rey mitanni Parsatatar. Idrimi gobernó Alalakh y su área, que se llamó reino de Mukish, como un vasallo de Mittani, y existen registros de que atacó a los hititas. Fue sucedido por su hijo Addu-nirari; y este a su vez por su segundo hijo Niqmepa, que controló Alepo como un vasallo de Mitani. Fue sucedido por Ilim-Ilimma II, que legó el reino a su Itur-Addu, último rey de la dinastía. Itur-Addu se alió con Nuhašša y Niya para hacer frente a los ejércitos del rey hitita Suppiluliuma I, que derrotó a Itur-Addu y se anexionó tanto Alepo como Alalakh en c. 1344 BC.

## Miembros

### Reyes de Aleppo
Los datos son estimados y proporcionados según una cronología media.
| Rey           | Reinado                                       | Título   | Relación con el rey anterior        |
| ------------- | --------------------------------------------- | -------- | ----------------------------------- |
| Sumu-Epu      | c. 1810-1780 a. C.                            | Rey      |                                     |
| Yarim-Lim I   | c. 1780-1764 a. C.                            | Gran rey | Hijo.                               |
| Hamurabi I    | c. 1764-1750 a. C.                            | Gran rey | Hijo.                               |
| Aba-El I      | c. 1750-1720 a. C.                            | Gran rey | Hijo.                               |
| Iarim-Lim II  | c. 1720-1700 a. C.                            | Gran rey | Hijo.                               |
| Nicmi-Epu     | c. 1700-1675 a. C.                            | Gran rey | Hijo.                               |
| Ircabtum      | c. 1675 - mediados del siglo XVII a. C.       | Gran rey | Hijo.                               |
| Hamurabi II   | Mediados del siglo XVII a. C.                 | Gran rey | Posiblemente hermano.               |
| Iarim-Lim III | Mediados del siglo XVII a. C. - c. 1625 a. C. | Gran rey | Hermano de Ircabtum.                |
| Hamurabi III  | c. 1625-1600 a. C.                            | Rey      | hijo.                               |
| Sarra-El      | Principios del siglo XVI a. C.                | Rey      | Posiblemente hijo de Iarim-Lim III. |
| Aba-El II     | Mediados del siglo XVI a. C.                  | Rey      | Hijo.                               |
| Ilim-Ilima I  | Mediados del siglo XVI a. C. - c. 1525 a. C.  | Rey      | Posiblemente hijo.                  |

### Reyes en Alalakh
- Yarim-Lim c. 1735- Principios del siglo XVII a. C.
- Ammitakum siglo XVII a. C.
- Idrimi c. 1518-1480 a. C.
- Addu-nirari siglo XV a. C.
- Niqmepa Mediados del siglo XV a. C.
- Ilim-Ilimma II
- Itur-Addu c. ? -1344 a. C.

### Otros miembros
- Sumunna-Abi: esposa de Sumu-Epuh y madre de Yarim-Lim I.[51]
- Gashera: esposa de Yarim-Lim I y madre de Hammurabi I.[52]
- Shibtu: hija de Yarim-Lim I y reina consorte de Zimri-Lim de Mari.
- Tatteya: hija de Hammurabi I.[53]
- Nakkusse: hijo de Hammurabi I, ostentó altos cargos en la corte de su hermano Yarim-Lim de Alalakh.[54]
- Hammurabi: hijo de Ammitakum de Alalakh, su sucesión al trono es dudosa.
- Abba-El: hijo de Niqmi-Epuh.[55]
- Bintikidiya: una princesa mencionada en una tablilla de Alalakh, de filiación desconocida.[26]

|}

### Árbol genealógico

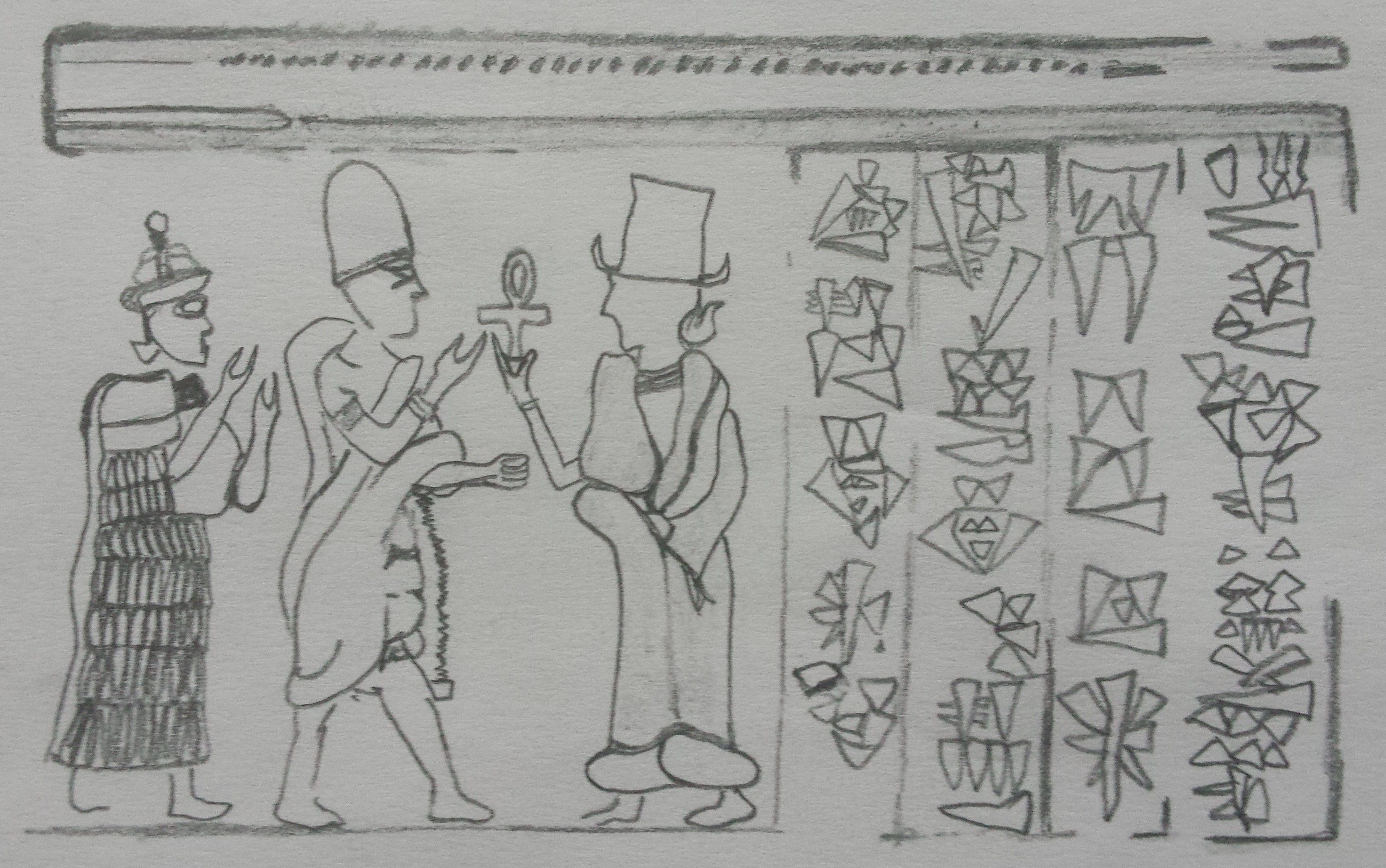
Sello de Yarim-Lim II.

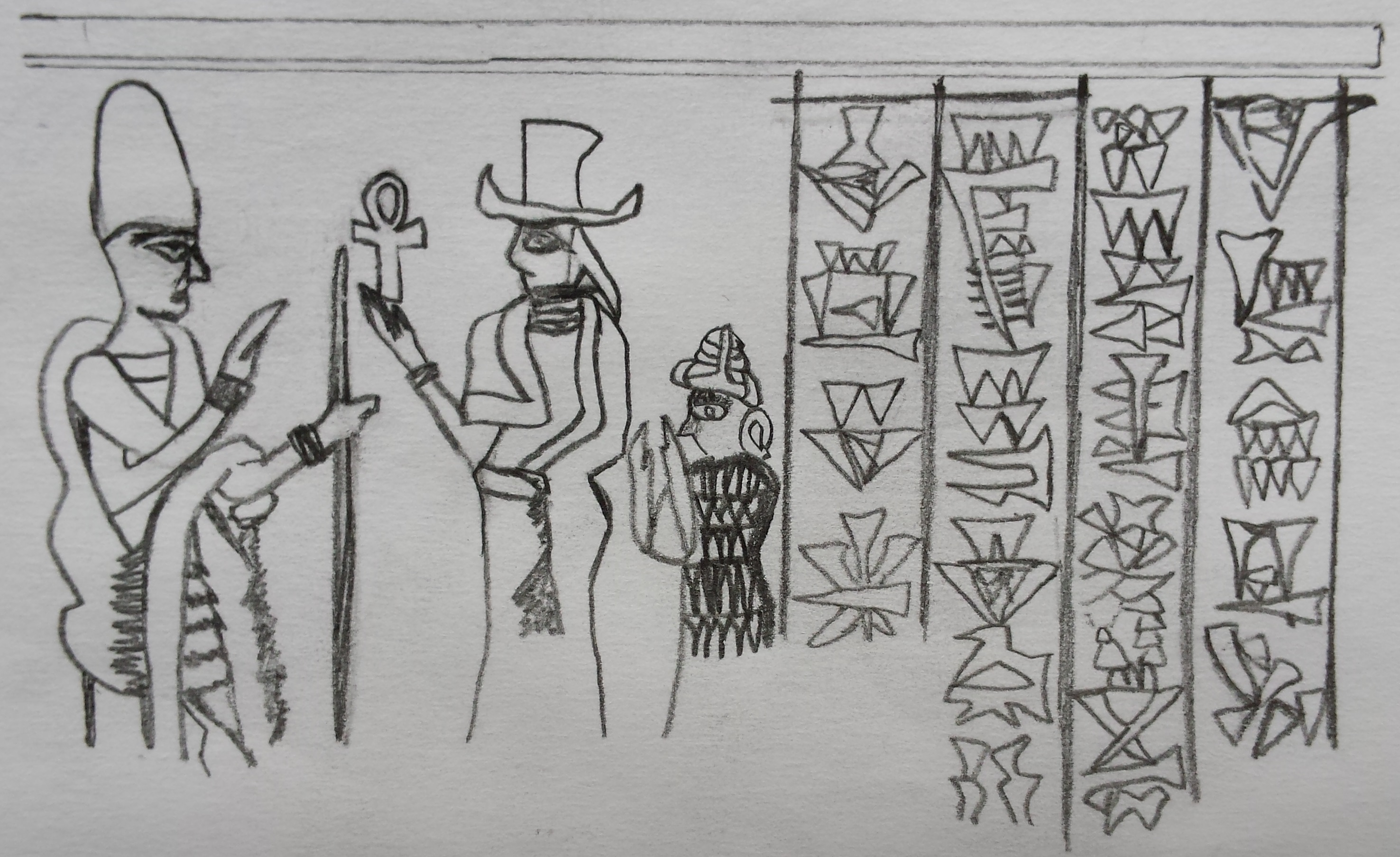
Sello de Niqmi-Epuh.

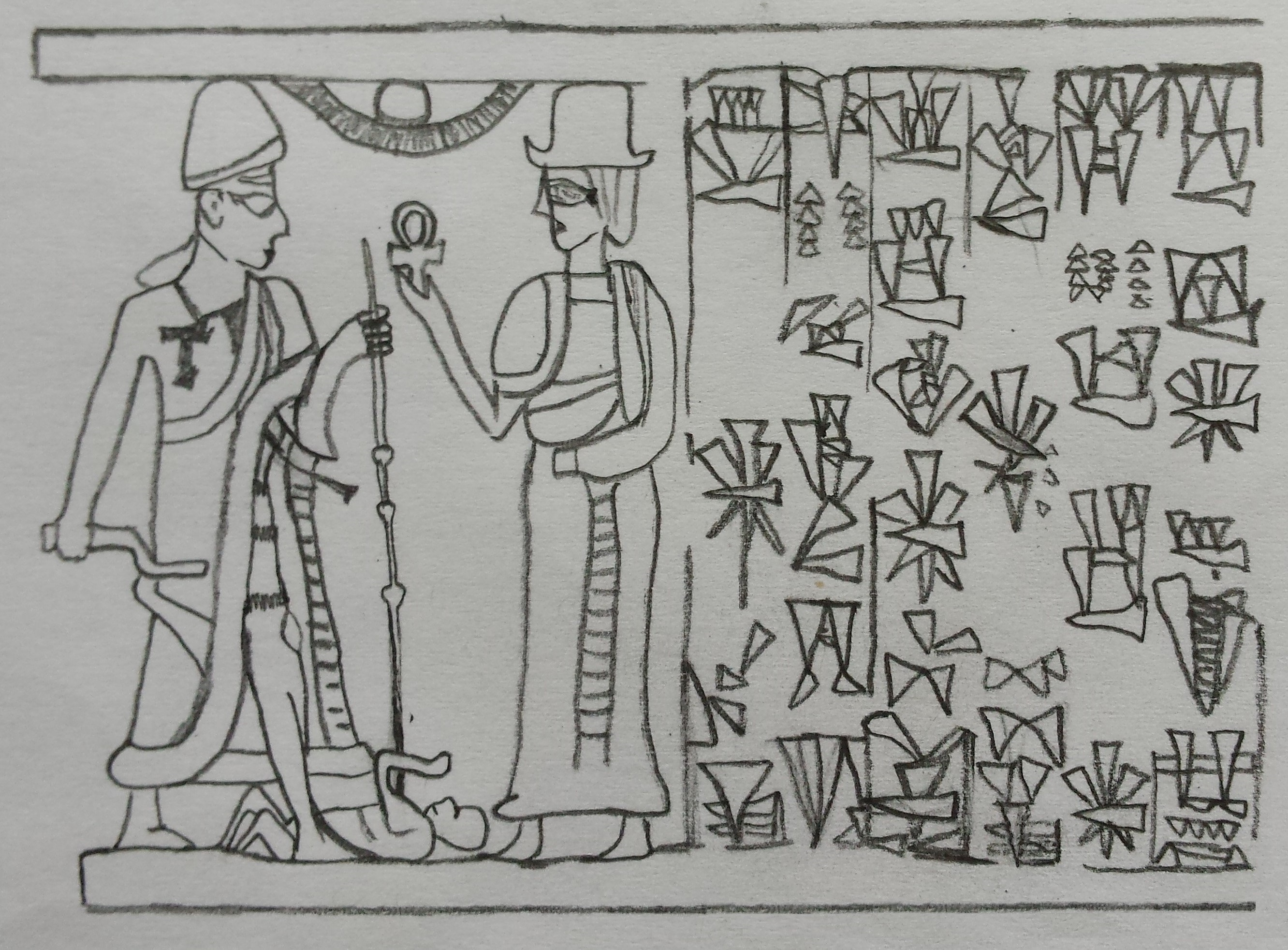
Sello de Abba-El II.

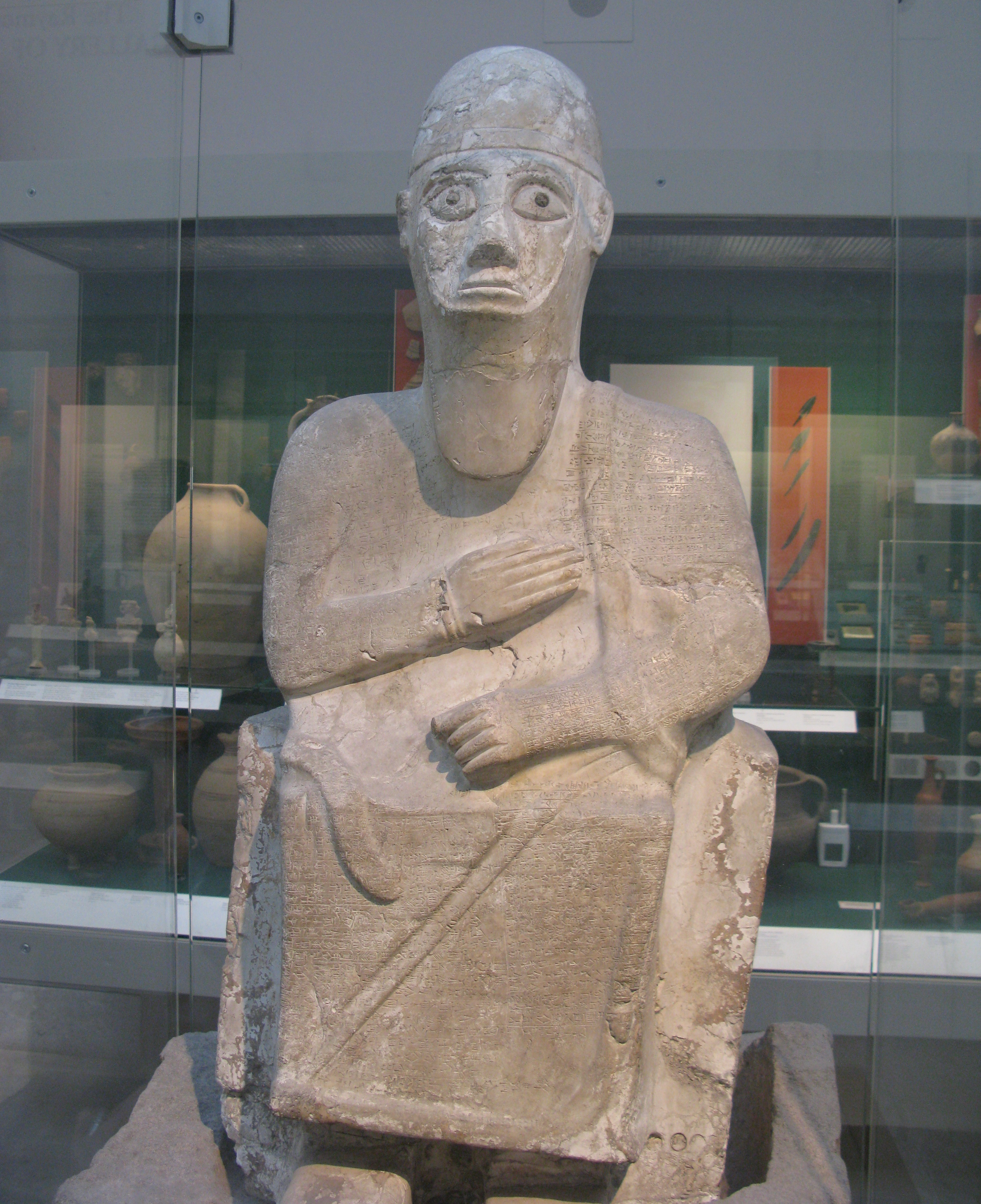
Idrimi de Alalakh.

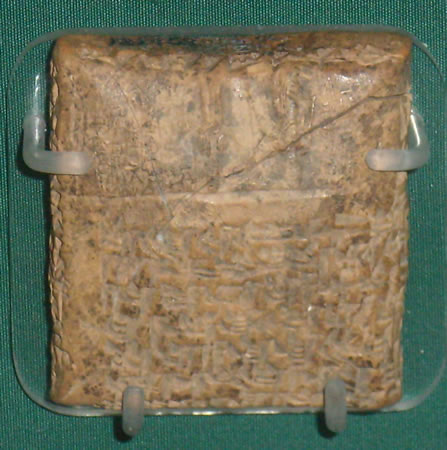
Tablilla de Niqmepa usando el sello de Abba-El II.

Rey de Alepo -      Rey de Alalakh -      Reina -      Príncipe -      Princesa - Línea discontinua: relación incierta.
|  |  |  |  |  |  |  |  |  |  |         |         |         |         |         |         |         |         |          |          | Sumu-Epuh re. 1810-1780 a. C.                    | Sumu-Epuh re. 1810-1780 a. C.                    | Sumu-Epuh re. 1810-1780 a. C.                    | Sumu-Epuh re. 1810-1780 a. C.                    | Sumu-Epuh re. 1810-1780 a. C.                    | Sumu-Epuh re. 1810-1780 a. C.                    |                                       |                                       | Sumunna-Abi                                    | Sumunna-Abi                                    | Sumunna-Abi                                                 | Sumunna-Abi                                    | Sumunna-Abi                                    | Sumunna-Abi                                    |                                           |                                           |                                                             |                                                             |                                                             |                                                             |                                                             |                                                             |                                   |                                   |           |           |  |  |  |  |  |  |  |  |  |  |  |  |  |  |  |  |  |  |  |  |  |  |  |  |  |  |  |  |
|  |  |  |  |  |  |  |  |  |  |         |         |         |         |         |         |         |         |          |          | Sumu-Epuh re. 1810-1780 a. C.                    | Sumu-Epuh re. 1810-1780 a. C.                    | Sumu-Epuh re. 1810-1780 a. C.                    | Sumu-Epuh re. 1810-1780 a. C.                    | Sumu-Epuh re. 1810-1780 a. C.                    | Sumu-Epuh re. 1810-1780 a. C.                    |                                       |                                       | Sumunna-Abi                                    | Sumunna-Abi                                    | Sumunna-Abi                                                 | Sumunna-Abi                                    | Sumunna-Abi                                    | Sumunna-Abi                                    |                                           |                                           |                                                             |                                                             |                                                             |                                                             |                                                             |                                                             |                                   |                                   |           |           |  |  |  |  |  |  |  |  |  |  |  |  |  |  |  |  |  |  |  |  |  |  |  |  |  |  |  |  |
|  |  |  |  |  |  |  |  |  |  |         |         |         |         |         |         |         |         |          |          |                                                  |                                                  |                                                  |                                                  |                                                  |                                                  |                                       |                                       |                                                |                                                |                                                             |                                                |                                                |                                                |                                           |                                           |                                                             |                                                             |                                                             |                                                             |                                                             |                                                             |                                   |                                   |           |           |  |  |  |  |  |  |  |  |  |  |  |  |  |  |  |  |  |  |  |  |  |  |  |  |  |  |  |  |
|  |  |  |  |  |  |  |  |  |  |         |         |         |         |         |         |         |         |          |          |                                                  |                                                  |                                                  |                                                  | Yarim-Lim I re. 1780-1764 a. C.                  | Yarim-Lim I re. 1780-1764 a. C.                  | Yarim-Lim I re. 1780-1764 a. C.       | Yarim-Lim I re. 1780-1764 a. C.       | Yarim-Lim I re. 1780-1764 a. C.                | Yarim-Lim I re. 1780-1764 a. C.                |                                                             |                                                | Gashera                                        | Gashera                                        | Gashera                                   | Gashera                                   | Gashera                                                     | Gashera                                                     |                                                             |                                                             |                                                             |                                                             |                                   |                                   |           |           |  |  |  |  |  |  |  |  |  |  |  |  |  |  |  |  |  |  |  |  |  |  |  |  |  |  |  |  |
|  |  |  |  |  |  |  |  |  |  |         |         |         |         |         |         |         |         |          |          |                                                  |                                                  |                                                  |                                                  | Yarim-Lim I re. 1780-1764 a. C.                  | Yarim-Lim I re. 1780-1764 a. C.                  | Yarim-Lim I re. 1780-1764 a. C.       | Yarim-Lim I re. 1780-1764 a. C.       | Yarim-Lim I re. 1780-1764 a. C.                | Yarim-Lim I re. 1780-1764 a. C.                |                                                             |                                                | Gashera                                        | Gashera                                        | Gashera                                   | Gashera                                   | Gashera                                                     | Gashera                                                     |                                                             |                                                             |                                                             |                                                             |                                   |                                   |           |           |  |  |  |  |  |  |  |  |  |  |  |  |  |  |  |  |  |  |  |  |  |  |  |  |  |  |  |  |
|  |  |  |  |  |  |  |  |  |  |         |         |         |         |         |         |         |         |          |          |                                                  |                                                  |                                                  |                                                  |                                                  |                                                  |                                       |                                       |                                                |                                                |                                                             |                                                |                                                |                                                |                                           |                                           |                                                             |                                                             |                                                             |                                                             |                                                             |                                                             |                                   |                                   |           |           |  |  |  |  |  |  |  |  |  |  |  |  |  |  |  |  |  |  |  |  |  |  |  |  |  |  |  |  |
|  |  |  |  |  |  |  |  |  |  |         |         |         |         |         |         |         |         |          |          |                                                  |                                                  |                                                  |                                                  |                                                  |                                                  |                                       |                                       |                                                |                                                |                                                             |                                                |                                                |                                                |                                           |                                           |                                                             |                                                             |                                                             |                                                             |                                                             |                                                             |                                   |                                   |           |           |  |  |  |  |  |  |  |  |  |  |  |  |  |  |  |  |  |  |  |  |  |  |  |  |  |  |  |  |
|  |  |  |  |  |  |  |  |  |  |         |         |         |         |         |         |         |         |          |          |                                                  |                                                  |                                                  |                                                  | Hammurabi I re. 1764-1750 a. C.                  | Hammurabi I re. 1764-1750 a. C.                  | Hammurabi I re. 1764-1750 a. C.       | Hammurabi I re. 1764-1750 a. C.       | Hammurabi I re. 1764-1750 a. C.                | Hammurabi I re. 1764-1750 a. C.                |                                                             |                                                | Shibtu                                         | Shibtu                                         | Shibtu                                    | Shibtu                                    | Shibtu                                                      | Shibtu                                                      |                                                             |                                                             | Zimri-Lim                                                   | Zimri-Lim                                                   | Zimri-Lim                         | Zimri-Lim                         | Zimri-Lim | Zimri-Lim |  |  |  |  |  |  |  |  |  |  |  |  |  |  |  |  |  |  |  |  |  |  |  |  |  |  |  |  |
|  |  |  |  |  |  |  |  |  |  |         |         |         |         |         |         |         |         |          |          |                                                  |                                                  |                                                  |                                                  | Hammurabi I re. 1764-1750 a. C.                  | Hammurabi I re. 1764-1750 a. C.                  | Hammurabi I re. 1764-1750 a. C.       | Hammurabi I re. 1764-1750 a. C.       | Hammurabi I re. 1764-1750 a. C.                | Hammurabi I re. 1764-1750 a. C.                |                                                             |                                                | Shibtu                                         | Shibtu                                         | Shibtu                                    | Shibtu                                    | Shibtu                                                      | Shibtu                                                      |                                                             |                                                             | Zimri-Lim                                                   | Zimri-Lim                                                   | Zimri-Lim                         | Zimri-Lim                         | Zimri-Lim | Zimri-Lim |  |  |  |  |  |  |  |  |  |  |  |  |  |  |  |  |  |  |  |  |  |  |  |  |  |  |  |  |
|  |  |  |  |  |  |  |  |  |  |         |         |         |         |         |         |         |         |          |          |                                                  |                                                  |                                                  |                                                  |                                                  |                                                  |                                       |                                       |                                                |                                                |                                                             |                                                |                                                |                                                |                                           |                                           |                                                             |                                                             |                                                             |                                                             |                                                             |                                                             |                                   |                                   |           |           |  |  |  |  |  |  |  |  |  |  |  |  |  |  |  |  |  |  |  |  |  |  |  |  |  |  |  |  |
|  |  |  |  |  |  |  |  |  |  |         |         |         |         |         |         |         |         |          |          |                                                  |                                                  |                                                  |                                                  |                                                  |                                                  |                                       |                                       |                                                |                                                |                                                             |                                                |                                                |                                                |                                           |                                           |                                                             |                                                             |                                                             |                                                             |                                                             |                                                             |                                   |                                   |           |           |  |  |  |  |  |  |  |  |  |  |  |  |  |  |  |  |  |  |  |  |  |  |  |  |  |  |  |  |
|  |  |  |  |  |  |  |  |  |  | Tatteya | Tatteya | Tatteya | Tatteya | Tatteya | Tatteya |         |         | Nakkusse | Nakkusse | Nakkusse                                         | Nakkusse                                         | Nakkusse                                         | Nakkusse                                         |                                                  |                                                  | Yarim-Lim de Alalakh re. 1735-? a. C. | Yarim-Lim de Alalakh re. 1735-? a. C. | Yarim-Lim de Alalakh re. 1735-? a. C.          | Yarim-Lim de Alalakh re. 1735-? a. C.          | Yarim-Lim de Alalakh re. 1735-? a. C.                       | Yarim-Lim de Alalakh re. 1735-? a. C.          |                                                |                                                | Abba-El I re. 1750-1720 a. C.             | Abba-El I re. 1750-1720 a. C.             | Abba-El I re. 1750-1720 a. C.                               | Abba-El I re. 1750-1720 a. C.                               | Abba-El I re. 1750-1720 a. C.                               | Abba-El I re. 1750-1720 a. C.                               |                                                             |                                                             |                                   |                                   |           |           |  |  |  |  |  |  |  |  |  |  |  |  |  |  |  |  |  |  |  |  |  |  |  |  |  |  |  |  |
|  |  |  |  |  |  |  |  |  |  | Tatteya | Tatteya | Tatteya | Tatteya | Tatteya | Tatteya |         |         | Nakkusse | Nakkusse | Nakkusse                                         | Nakkusse                                         | Nakkusse                                         | Nakkusse                                         |                                                  |                                                  | Yarim-Lim de Alalakh re. 1735-? a. C. | Yarim-Lim de Alalakh re. 1735-? a. C. | Yarim-Lim de Alalakh re. 1735-? a. C.          | Yarim-Lim de Alalakh re. 1735-? a. C.          | Yarim-Lim de Alalakh re. 1735-? a. C.                       | Yarim-Lim de Alalakh re. 1735-? a. C.          |                                                |                                                | Abba-El I re. 1750-1720 a. C.             | Abba-El I re. 1750-1720 a. C.             | Abba-El I re. 1750-1720 a. C.                               | Abba-El I re. 1750-1720 a. C.                               | Abba-El I re. 1750-1720 a. C.                               | Abba-El I re. 1750-1720 a. C.                               |                                                             |                                                             |                                   |                                   |           |           |  |  |  |  |  |  |  |  |  |  |  |  |  |  |  |  |  |  |  |  |  |  |  |  |  |  |  |  |
|  |  |  |  |  |  |  |  |  |  |         |         |         |         |         |         |         |         |          |          |                                                  |                                                  |                                                  |                                                  |                                                  |                                                  | Ammitakum                             | Ammitakum                             | Ammitakum                                      | Ammitakum                                      | Ammitakum                                                   | Ammitakum                                      |                                                |                                                | Yarim-Lim II re. 1720-1700 a. C.          | Yarim-Lim II re. 1720-1700 a. C.          | Yarim-Lim II re. 1720-1700 a. C.                            | Yarim-Lim II re. 1720-1700 a. C.                            | Yarim-Lim II re. 1720-1700 a. C.                            | Yarim-Lim II re. 1720-1700 a. C.                            |                                                             |                                                             |                                   |                                   |           |           |  |  |  |  |  |  |  |  |  |  |  |  |  |  |  |  |  |  |  |  |  |  |  |  |  |  |  |  |
|  |  |  |  |  |  |  |  |  |  |         |         |         |         |         |         |         |         |          |          |                                                  |                                                  |                                                  |                                                  |                                                  |                                                  | Ammitakum                             | Ammitakum                             | Ammitakum                                      | Ammitakum                                      | Ammitakum                                                   | Ammitakum                                      |                                                |                                                | Yarim-Lim II re. 1720-1700 a. C.          | Yarim-Lim II re. 1720-1700 a. C.          | Yarim-Lim II re. 1720-1700 a. C.                            | Yarim-Lim II re. 1720-1700 a. C.                            | Yarim-Lim II re. 1720-1700 a. C.                            | Yarim-Lim II re. 1720-1700 a. C.                            |                                                             |                                                             |                                   |                                   |           |           |  |  |  |  |  |  |  |  |  |  |  |  |  |  |  |  |  |  |  |  |  |  |  |  |  |  |  |  |
|  |  |  |  |  |  |  |  |  |  |         |         |         |         |         |         |         |         |          |          |                                                  |                                                  |                                                  |                                                  |                                                  |                                                  | Hammurabi                             | Hammurabi                             | Hammurabi                                      | Hammurabi                                      | Hammurabi                                                   | Hammurabi                                      |                                                |                                                | Niqmi-Epuh re. 1700-1675 a. C.            | Niqmi-Epuh re. 1700-1675 a. C.            | Niqmi-Epuh re. 1700-1675 a. C.                              | Niqmi-Epuh re. 1700-1675 a. C.                              | Niqmi-Epuh re. 1700-1675 a. C.                              | Niqmi-Epuh re. 1700-1675 a. C.                              |                                                             |                                                             |                                   |                                   |           |           |  |  |  |  |  |  |  |  |  |  |  |  |  |  |  |  |  |  |  |  |  |  |  |  |  |  |  |  |
|  |  |  |  |  |  |  |  |  |  |         |         |         |         |         |         |         |         |          |          |                                                  |                                                  |                                                  |                                                  |                                                  |                                                  | Hammurabi                             | Hammurabi                             | Hammurabi                                      | Hammurabi                                      | Hammurabi                                                   | Hammurabi                                      |                                                |                                                | Niqmi-Epuh re. 1700-1675 a. C.            | Niqmi-Epuh re. 1700-1675 a. C.            | Niqmi-Epuh re. 1700-1675 a. C.                              | Niqmi-Epuh re. 1700-1675 a. C.                              | Niqmi-Epuh re. 1700-1675 a. C.                              | Niqmi-Epuh re. 1700-1675 a. C.                              |                                                             |                                                             |                                   |                                   |           |           |  |  |  |  |  |  |  |  |  |  |  |  |  |  |  |  |  |  |  |  |  |  |  |  |  |  |  |  |
|  |  |  |  |  |  |  |  |  |  |         |         |         |         |         |         |         |         |          |          |                                                  |                                                  |                                                  |                                                  |                                                  |                                                  |                                       |                                       |                                                |                                                |                                                             |                                                |                                                |                                                |                                           |                                           |                                                             |                                                             |                                                             |                                                             |                                                             |                                                             |                                   |                                   |           |           |  |  |  |  |  |  |  |  |  |  |  |  |  |  |  |  |  |  |  |  |  |  |  |  |  |  |  |  |
|  |  |  |  |  |  |  |  |  |  |         |         | Abba-El | Abba-El | Abba-El | Abba-El | Abba-El | Abba-El |          |          | Irkabtum re. 1675- mediados del siglo XVII a. C. | Irkabtum re. 1675- mediados del siglo XVII a. C. | Irkabtum re. 1675- mediados del siglo XVII a. C. | Irkabtum re. 1675- mediados del siglo XVII a. C. | Irkabtum re. 1675- mediados del siglo XVII a. C. | Irkabtum re. 1675- mediados del siglo XVII a. C. |                                       |                                       | Hammurabi II re. Mediados del siglo XVII a. C. | Hammurabi II re. Mediados del siglo XVII a. C. | Hammurabi II re. Mediados del siglo XVII a. C.              | Hammurabi II re. Mediados del siglo XVII a. C. | Hammurabi II re. Mediados del siglo XVII a. C. | Hammurabi II re. Mediados del siglo XVII a. C. |                                           |                                           | Yarim-Lim III re. Mediados del siglo XVII a. C. -1625 a. C. | Yarim-Lim III re. Mediados del siglo XVII a. C. -1625 a. C. | Yarim-Lim III re. Mediados del siglo XVII a. C. -1625 a. C. | Yarim-Lim III re. Mediados del siglo XVII a. C. -1625 a. C. | Yarim-Lim III re. Mediados del siglo XVII a. C. -1625 a. C. | Yarim-Lim III re. Mediados del siglo XVII a. C. -1625 a. C. |                                   |                                   |           |           |  |  |  |  |  |  |  |  |  |  |  |  |  |  |  |  |  |  |  |  |  |  |  |  |  |  |  |  |
|  |  |  |  |  |  |  |  |  |  |         |         | Abba-El | Abba-El | Abba-El | Abba-El | Abba-El | Abba-El |          |          | Irkabtum re. 1675- mediados del siglo XVII a. C. | Irkabtum re. 1675- mediados del siglo XVII a. C. | Irkabtum re. 1675- mediados del siglo XVII a. C. | Irkabtum re. 1675- mediados del siglo XVII a. C. | Irkabtum re. 1675- mediados del siglo XVII a. C. | Irkabtum re. 1675- mediados del siglo XVII a. C. |                                       |                                       | Hammurabi II re. Mediados del siglo XVII a. C. | Hammurabi II re. Mediados del siglo XVII a. C. | Hammurabi II re. Mediados del siglo XVII a. C.              | Hammurabi II re. Mediados del siglo XVII a. C. | Hammurabi II re. Mediados del siglo XVII a. C. | Hammurabi II re. Mediados del siglo XVII a. C. |                                           |                                           | Yarim-Lim III re. Mediados del siglo XVII a. C. -1625 a. C. | Yarim-Lim III re. Mediados del siglo XVII a. C. -1625 a. C. | Yarim-Lim III re. Mediados del siglo XVII a. C. -1625 a. C. | Yarim-Lim III re. Mediados del siglo XVII a. C. -1625 a. C. | Yarim-Lim III re. Mediados del siglo XVII a. C. -1625 a. C. | Yarim-Lim III re. Mediados del siglo XVII a. C. -1625 a. C. |                                   |                                   |           |           |  |  |  |  |  |  |  |  |  |  |  |  |  |  |  |  |  |  |  |  |  |  |  |  |  |  |  |  |
|  |  |  |  |  |  |  |  |  |  |         |         |         |         |         |         |         |         |          |          |                                                  |                                                  |                                                  |                                                  |                                                  |                                                  |                                       |                                       |                                                |                                                |                                                             |                                                |                                                |                                                |                                           |                                           |                                                             |                                                             |                                                             |                                                             |                                                             |                                                             |                                   |                                   |           |           |  |  |  |  |  |  |  |  |  |  |  |  |  |  |  |  |  |  |  |  |  |  |  |  |  |  |  |  |
|  |  |  |  |  |  |  |  |  |  |         |         |         |         |         |         |         |         |          |          |                                                  |                                                  |                                                  |                                                  |                                                  |                                                  |                                       |                                       |                                                |                                                | Sarra-El re. Mediados del siglo XVI a. C.                   | Sarra-El re. Mediados del siglo XVI a. C.      | Sarra-El re. Mediados del siglo XVI a. C.      | Sarra-El re. Mediados del siglo XVI a. C.      | Sarra-El re. Mediados del siglo XVI a. C. | Sarra-El re. Mediados del siglo XVI a. C. |                                                             |                                                             | Hammurabi III re. 1625-1600 a. C.                           | Hammurabi III re. 1625-1600 a. C.                           | Hammurabi III re. 1625-1600 a. C.                           | Hammurabi III re. 1625-1600 a. C.                           | Hammurabi III re. 1625-1600 a. C. | Hammurabi III re. 1625-1600 a. C. |           |           |  |  |  |  |  |  |  |  |  |  |  |  |  |  |  |  |  |  |  |  |  |  |  |  |  |  |  |  |
|  |  |  |  |  |  |  |  |  |  |         |         |         |         |         |         |         |         |          |          |                                                  |                                                  |                                                  |                                                  |                                                  |                                                  |                                       |                                       |                                                |                                                | Sarra-El re. Mediados del siglo XVI a. C.                   | Sarra-El re. Mediados del siglo XVI a. C.      | Sarra-El re. Mediados del siglo XVI a. C.      | Sarra-El re. Mediados del siglo XVI a. C.      | Sarra-El re. Mediados del siglo XVI a. C. | Sarra-El re. Mediados del siglo XVI a. C. |                                                             |                                                             | Hammurabi III re. 1625-1600 a. C.                           | Hammurabi III re. 1625-1600 a. C.                           | Hammurabi III re. 1625-1600 a. C.                           | Hammurabi III re. 1625-1600 a. C.                           | Hammurabi III re. 1625-1600 a. C. | Hammurabi III re. 1625-1600 a. C. |           |           |  |  |  |  |  |  |  |  |  |  |  |  |  |  |  |  |  |  |  |  |  |  |  |  |  |  |  |  |
|  |  |  |  |  |  |  |  |  |  |         |         |         |         |         |         |         |         |          |          |                                                  |                                                  |                                                  |                                                  |                                                  |                                                  |                                       |                                       |                                                |                                                | Abba-El II re. Mediados del siglo XVI a. C.                 |                                                |                                                |                                                |                                           |                                           |                                                             |                                                             |                                                             |                                                             |                                                             |                                                             |                                   |                                   |           |           |  |  |  |  |  |  |  |  |  |  |  |  |  |  |  |  |  |  |  |  |  |  |  |  |  |  |  |  |
|  |  |  |  |  |  |  |  |  |  |         |         |         |         |         |         |         |         |          |          |                                                  |                                                  |                                                  |                                                  |                                                  |                                                  |                                       |                                       |                                                |                                                |                                                             |                                                |                                                |                                                |                                           |                                           |                                                             |                                                             |                                                             |                                                             |                                                             |                                                             |                                   |                                   |           |           |  |  |  |  |  |  |  |  |  |  |  |  |  |  |  |  |  |  |  |  |  |  |  |  |  |  |  |  |
|  |  |  |  |  |  |  |  |  |  |         |         |         |         |         |         |         |         |          |          |                                                  |                                                  |                                                  |                                                  |                                                  |                                                  |                                       |                                       |                                                |                                                | Ilim-Ilimma I re. Mediados del siglo XVI a. C. - 1525 a. C. |                                                |                                                |                                                |                                           |                                           |                                                             |                                                             |                                                             |                                                             |                                                             |                                                             |                                   |                                   |           |           |  |  |  |  |  |  |  |  |  |  |  |  |  |  |  |  |  |  |  |  |  |  |  |  |  |  |  |  |
|  |  |  |  |  |  |  |  |  |  |         |         |         |         |         |         |         |         |          |          |                                                  |                                                  |                                                  |                                                  |                                                  |                                                  |                                       |                                       |                                                |                                                |                                                             |                                                |                                                |                                                |                                           |                                           |                                                             |                                                             |                                                             |                                                             |                                                             |                                                             |                                   |                                   |           |           |  |  |  |  |  |  |  |  |  |  |  |  |  |  |  |  |  |  |  |  |  |  |  |  |  |  |  |  |
|  |  |  |  |  |  |  |  |  |  |         |         |         |         |         |         |         |         |          |          |                                                  |                                                  |                                                  |                                                  |                                                  |                                                  |                                       |                                       |                                                |                                                | Idrimi re. 1518-1480 a. C.                                  |                                                |                                                |                                                |                                           |                                           |                                                             |                                                             |                                                             |                                                             |                                                             |                                                             |                                   |                                   |           |           |  |  |  |  |  |  |  |  |  |  |  |  |  |  |  |  |  |  |  |  |  |  |  |  |  |  |  |  |
|  |  |  |  |  |  |  |  |  |  |         |         |         |         |         |         |         |         |          |          |                                                  |                                                  |                                                  |                                                  |                                                  |                                                  |                                       |                                       |                                                |                                                |                                                             |                                                |                                                |                                                |                                           |                                           |                                                             |                                                             |                                                             |                                                             |                                                             |                                                             |                                   |                                   |           |           |  |  |  |  |  |  |  |  |  |  |  |  |  |  |  |  |  |  |  |  |  |  |  |  |  |  |  |  |
|  |  |  |  |  |  |  |  |  |  |         |         |         |         |         |         |         |         |          |          |                                                  |                                                  |                                                  |                                                  |                                                  |                                                  |                                       |                                       |                                                |                                                |                                                             |                                                |                                                |                                                |                                           |                                           |                                                             |                                                             |                                                             |                                                             |                                                             |                                                             |                                   |                                   |           |           |  |  |  |  |  |  |  |  |  |  |  |  |  |  |  |  |  |  |  |  |  |  |  |  |  |  |  |  |
|  |  |  |  |  |  |  |  |  |  |         |         |         |         |         |         |         |         |          |          |                                                  |                                                  |                                                  |                                                  |                                                  |                                                  |                                       |                                       |                                                |                                                | Niqmepa                                                     | Niqmepa                                        | Niqmepa                                        | Niqmepa                                        | Niqmepa                                   | Niqmepa                                   |                                                             |                                                             | Addu-nirari                                                 | Addu-nirari                                                 | Addu-nirari                                                 | Addu-nirari                                                 | Addu-nirari                       | Addu-nirari                       |           |           |  |  |  |  |  |  |  |  |  |  |  |  |  |  |  |  |  |  |  |  |  |  |  |  |  |  |  |  |
|  |  |  |  |  |  |  |  |  |  |         |         |         |         |         |         |         |         |          |          |                                                  |                                                  |                                                  |                                                  |                                                  |                                                  |                                       |                                       |                                                |                                                | Niqmepa                                                     | Niqmepa                                        | Niqmepa                                        | Niqmepa                                        | Niqmepa                                   | Niqmepa                                   |                                                             |                                                             | Addu-nirari                                                 | Addu-nirari                                                 | Addu-nirari                                                 | Addu-nirari                                                 | Addu-nirari                       | Addu-nirari                       |           |           |  |  |  |  |  |  |  |  |  |  |  |  |  |  |  |  |  |  |  |  |  |  |  |  |  |  |  |  |
|  |  |  |  |  |  |  |  |  |  |         |         |         |         |         |         |         |         |          |          |                                                  |                                                  |                                                  |                                                  |                                                  |                                                  |                                       |                                       |                                                |                                                | Ilim-Ilimma II                                              |                                                |                                                |                                                |                                           |                                           |                                                             |                                                             |                                                             |                                                             |                                                             |                                                             |                                   |                                   |           |           |  |  |  |  |  |  |  |  |  |  |  |  |  |  |  |  |  |  |  |  |  |  |  |  |  |  |  |  |
|  |  |  |  |  |  |  |  |  |  |         |         |         |         |         |         |         |         |          |          |                                                  |                                                  |                                                  |                                                  |                                                  |                                                  |                                       |                                       |                                                |                                                |                                                             |                                                |                                                |                                                |                                           |                                           |                                                             |                                                             |                                                             |                                                             |                                                             |                                                             |                                   |                                   |           |           |  |  |  |  |  |  |  |  |  |  |  |  |  |  |  |  |  |  |  |  |  |  |  |  |  |  |  |  |
|  |  |  |  |  |  |  |  |  |  |         |         |         |         |         |         |         |         |          |          |                                                  |                                                  |                                                  |                                                  |                                                  |                                                  |                                       |                                       |                                                |                                                | Itur-Addu                                                   |                                                |                                                |                                                |                                           |                                           |                                                             |                                                             |                                                             |                                                             |                                                             |                                                             |                                   |                                   |           |           |  |  |  |  |  |  |  |  |  |  |  |  |  |  |  |  |  |  |  |  |  |  |  |  |  |  |  |  |